# Kenneth Egano
Kenneth Egano (Malungon, 1 de junio de 2000-Imus, 10 de mayo de 2023), conocido en el ambiente del box como Kenneth "Eltiribli" Egano, fue un boxeador filipino de peso gallo.

## Carrera deportiva
Kenneth Egano debutó profesionalmente el 27 de diciembre de 2019, venciendo por decisión unánime al filipino Jaype Palca Santos, en un combate a cuatro asaltos, celebrado en el Parque Rizal de la ciudad de Digos.
El 6 de mayo de 2023, Kenneth  Egano se enfrentó ante Jason Facularin en un encuentro pactado a ocho asaltos. La pelea fue organizada por Manny Pacquiao en el «Imus Sports Gymnasium» de la ciudad de Imus. Finalizado el combate y antes de la lectura del fallo, Egano se desvaneció sobre el ring, lo que obligó a su urgente internación. Leído el fallo de la pelea, Egano fue declarado ganador por decisión unánime.
Kenneth Egano fue diagnosticado con hemorragia cerebral e intervenido quirúrgicamente.

## Muerte
Tras no poder superar las lesiones, Kenneth Egano, de 22 años, falleció el 10 de mayo de 2023 en el «City of Imus Doctors Hospital».

## Récord profesional
| 8 combates, 7 victorias, 1 derrota |                    |            |        |            |                                           |
| Resultado                          | Oponente           | Resolución | Asalto | Fecha      | Disputado en                              |
| Victoria                           | Jaype Palca Santos | UD         | 4 (4)  | 27/12/2019 | Rizal Park, Digos                         |
| Victoria                           | Nathaniel Juan     | TKO        | 1 (4)  | 29/10/2021 | Sanman Gym, General Santos                |
| Derrota                            | Ariel Antimaro     | SD         | 4 (4)  | 06/02/2022 | Digos                                     |
| Victoria                           | Sugary Montales    | SD         | 6 (6)  | 01/05/2022 | Barangay Ligaya Gymnasium, General Santos |
| Victoria                           | Jayar Aliasot      | TKO        | 2 (6)  | 16/07/2022 | Compostela Sports Complex, Compostela     |
| Victoria                           | Jelo Bacalso       | MD         | 6 (6)  | 29/10/2022 | Lagao Gym, General Santos                 |
| Victoria                           | Jegear Bereno      | KO         | 2 (6)  | 26/02/2023 | Lagao Gym, General Santos                 |
| Victoria                           | Jason Facularin    | UD         | 8 (8)  | 06/05/2023 | Imus Sports Gymnasium, Imus               |